# Здание Вологодской мужской гимназии
Здание Вологодской мужской гимназии — трёхэтажный большой особняк конца XVIII века постройки на улице Галкинской в городе Вологде Вологодской области. Памятник истории и культуры регионального значения. В настоящее время здание используется под учебные классы  Вологдского государственного университета.

## История
Здание мужской гимназии начиная с конца XVIII века входит в число сооружений, которые обрамляют Парадную площадь (в годы СССР — Советская площадь, сейчас — Кировский сквер) Вологды. Строение несколько раз за всю историю существования перестраивалось и дошло до наших дней в измененном увеличенном виде.
Строительство этого крупного объекта в стиле классицизма началось в 1781 году. С 1785 году все работы на строительстве здания совершались под управлением первого вологодского губернского архитектора Петра Бортникова. Приказ общественного призрения являлся первым владельцем здания. По улице Большой Петровке (ныне Галкинская), в крыле особняка, был организован приют для престарелых и нетрудоспособных (странноприимный дом) и лазарет. С 1786 года в другом крыле по Парадной площади находилось главное народное училище. 
В 1804 году в соответствии с распоряжением министра народного образования училище было перепрофилировано в губернскую гимназию для мальчиков. В 1821 году архитектурный объект был передан Министерству духовных дел и народного просвещения. Первоначально гимназия подчинялась Московскому, а с 1824 года стало относиться к Санкт-Петербургскому учебному округу.
С 1837 по 1918 годы в угловой части здания в зале было приспособлено помещение под домовую церковь Сошествия Святого Духа.
В годы советской власти в сооружении была размещена и работала единая трудовая школа, затем школа второй ступени и позже ветеринарный институт. В 1930-х годах здесь обучались учащиеся средних школ №22 и 27. В годы Великой Отечественной войны в здании базировался военный эвакуационный госпиталь №1184, а после войны – здесь в медицинском учреждении лечились ветераны. В 1953 году в помещениях особняка разместилась областная больница, которая через одиннадцать лет переехала в здания на улице Лечебной.

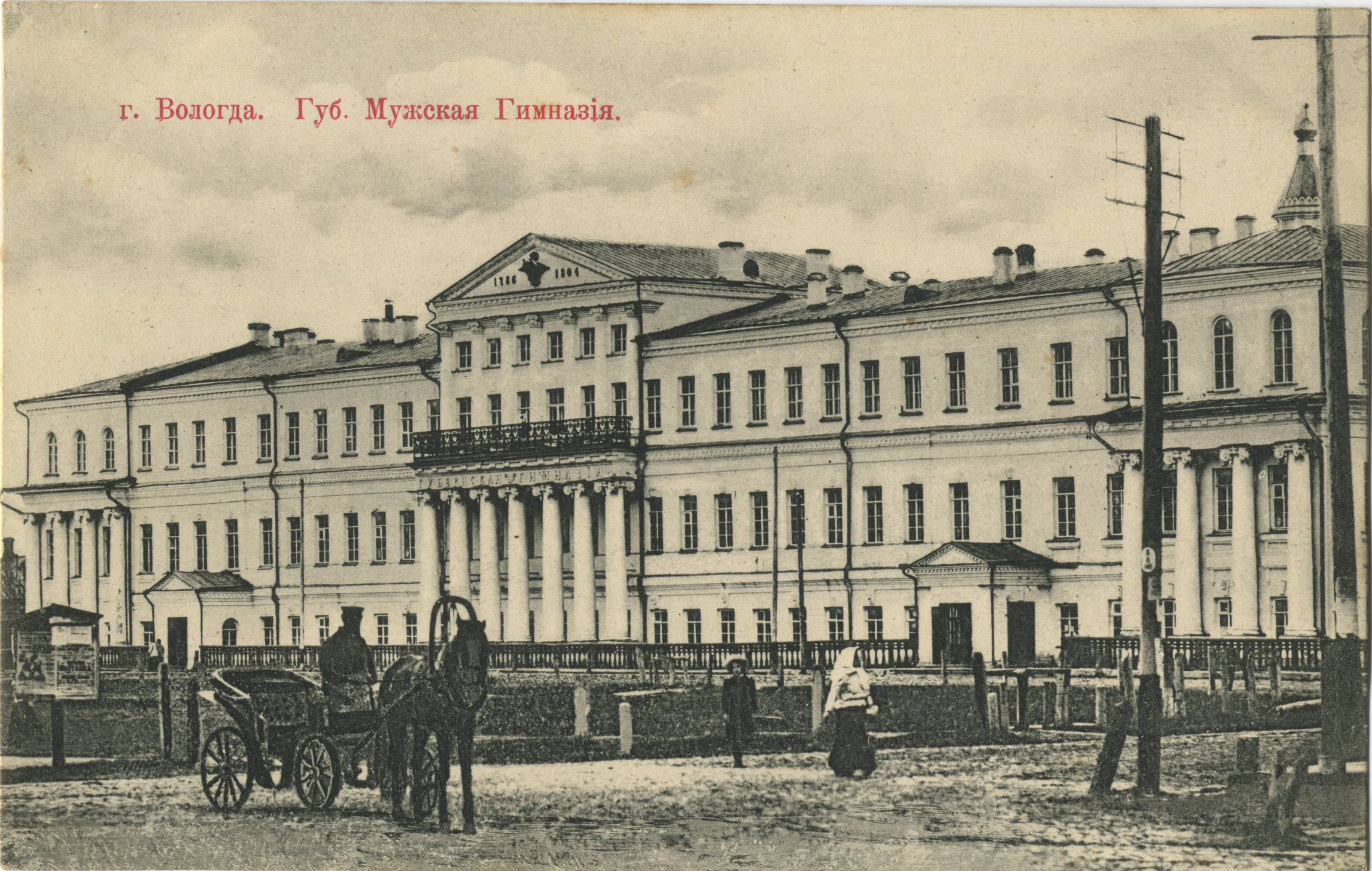
Здание Вологодской мужской гимназии

В 1960-е годы было построено восточное крыло, которое в конце XX века разместило в себе помещения библиотеки и снабжено отдельным входом.

## Архитектура
Только к началу XX века здание приобрело современный вид. Это кирпичное трёхэтажное П-образное и оштукатуренное строение построено в классическом стиле. 
Мезонин с треугольным фронтоном, поддерживаемым портиком из семи полуколонн завершает центральную часть главного фасада. Центральный портик с семью колоннами ионического ордера с белокаменными капителями, несущий расположенный на уровне третьего этажа балкон с металлическими решетками является украшением фасада здания. Четырехколонные портики расположены справа и слева симметрично по отношению к центральному. Ложные замковые камни имеются на прямоугольных оконных проемах второго и третьего этажей главного фасада, полуциркульные боковые окна декорированы тонко профилированными наличниками. Замковые камни с львиными масками имеются на части окон первого этажа.
Первоначально во фронтоне размещалось рельефное изображение двуглавого орла, ныне здесь размещён рельеф с гербом СССР образца 1923-1936 годов. 

## Современное состояние
В 1960 году здание было причислено к памятникам истории и культуры регионального значения. С 1965 по 1966 годы здесь проводился капитальный ремонт, а после был размещён общетехнический факультет Северо-Западного заочного политехнического института, который в январе 1975 года стал наименоваться Вологодским политехническим институтом, а с феврале 1999 года – Вологодский государственный технический университет, с октябре 2013 года – Вологодский государственный университет. 
В настоящее время здание продолжает использоваться в качестве учебного заведения. Здесь разместился учебный корпус № 2 Вологодского государственного университета.